# Fabienne Conrad
Pour les articles homonymes, voir Conrad.
Fabienne Conrad est une soprano française. 

## Biographie
Fabienne Conrad obtient un Premier prix de formation musicale et de piano mais privilégie ses études. Attirée par le théâtre et le chant, elle monte un spectacle West Side Story dans lequel elle interprète le rôle de Maria. C'est là qu'un chanteur de la troupe de l’Opéra de Paris l'invite à se former au chant après ses études.
Elle est diplômée de Sciences Po à Paris, puis elle intègre l’École Supérieure de chant de Madrid où elle remporte le concours des jeunes interprètes féminines de Madrid. 
Elle obtient son premier rôle en 2006 dans les Dialogues des carmélites (Poulenc) sous la direction de Jesus Lopez Cobos au Théâtre royal de Madrid.
En 2011 elle interprète le rôle-titre de Roméo et Juliette au Palais des princes-évêques de Liège.
Elle est révélée par sa performance dans les Quatre héroïnes des Contes d’Hoffmann.
En 2014, elle chante lors des cérémonies de commémoration de la guerre de 1914-1918 devant un parterre de chefs d’État. Elle participe aussi aux galas de l'Orchestre de la Garde Républicaine.
Elle participe à l'émission Musiques en fête depuis 2018.

## Rôles principaux
- 2012 : Violetta dans La Traviata au Théâtre des Arts de Rouen[6],[1]
- 2015 : rôle-titre dans Mireille de Gounod au Centre culturel Villebon
- 2016 : rôle-titre dans Manon de Massenet à l'Opéra national de Lituanie
- 2017 : Princesse de Gonzague dans Cinq-Mars de Gounod à Leipzig
- 2018 : Mimi dans La Bohème de Puccini à Massy
- 2019 : rôle-titre de Norma au Théâtre de Douai
- 2020 : Liu dans Turandot de Puccini à la Stara Zagora
- 2021 : Cio-Cio-San, dite Madama Butterfly dans Madama Butterfly de Puccini  au Festival Piu di Voce

## Discographie
- Violin & Songs — Ave Maria et prières d’opéra, Fabienne Conrad et David Braccini, Loreley, Harmonia mundi, 2015. ASIN B01A7UHHHQ.